# 井関利明
井関 利明（いぜき としあき、1935年 - ）は、日本の社会学者。専攻は、経済社会学・行動科学・科学方法論・現代思想論・情報メディア論・ライフスタイル論・マーケティング論・ソーシャルマネジメント論・政策論。
学位は、社会学博士。慶應義塾大学名誉教授。

## 来歴
慶應義塾大学文学部人間科学科新設（1980年）。
慶應義塾大学総合政策学部・慶應義塾大学環境情報学部（SFC）創設の中心的人物（1990年）。
千葉商科大学政策情報学部新設（2000年）。
「環境情報」という言葉をつくりつつも、総合政策学部の教授となる．また、他にもさまざまな大学の新学部創設に関わる。大学改革を先導したイノヴェーターである．
日本に「ライフスタイル」という言葉を持ち込み、「一人十色」という言葉をつくった。近年では、ソーシャル・マーケティングや非営利組織におけるマーケティングに関する著作を執筆している．ビジネス理論の革新に意欲的。
シンポジウム・パネルディスカッションの名コーディネーターとしても有名。

## 学歴
1959年：慶應義塾大学経済学部卒業。1961年：慶應義塾大学大学院社会学研究科修士課程修了。
1964年：慶應義塾大学大学院社会学研究科博士課程修了。1964-66年：イリノイ大学産業・労働関係研究所留学。
出典:

## 職歴
- 1966-1968年：慶應義塾大学産業研究所助手
- 1968年以降：慶應義塾大学文学部助教授，同教授
- 1974年：イリノイ大学社会学部客員准教授
- 1990年：慶應義塾大学総合政策学部教授，同学部長
- 2000年：千葉商科大学政策情報学部教授，同学部長．大学院政策研究科博士課程教授
- 2004年：千葉商科大学大学院政策情報学研究科修士課程教授・同委員長
- 2006-2008年：千葉商科大学大学院政策研究科・政策情報学研究科客員教授

## 公職
- 特定非営利活動法人 バリアフリー協会 理事長
- 新成人式研究会 前会長
- 社団法人 日本マーケティング協会 理事
- 社団法人 社会経済生産性本部 評議員
- 社団法人 日本フィランソロピー協会 理事
- 価値創造フォーラム21 特別顧問
- ランチェスター学会 顧問
- イベント学会 副会長
- 政策情報学会 初代会長，顧問
- 市川市 教育委員（2007年度ー2008年度）

## 専攻
経済社会学・行動科学・科学方法論・現代思想論・情報メディア論・ライフスタイル論・マーケティング論・ソーシャルマネジメント論・政策論

## 著作
- 『消費者行動の理論』丸善．1969年
- 『消費者行動の分析モデル』丸善．1969年
- 『消費者行動の調査技法』丸善．1969年
- 『賃金交渉の行動科学』東洋経済新報社．1969年
- 『福祉生活の指標を求めて』有斐閣．1973年
- 『ライフスタイル発想法』ダイヤモンド社．1975年
- 『福祉思考の論理』有斐閣．1976年
- 『労働移動の研究－就業選択の行動科学』総合労働研．1977年
- 『ライフスタイル全書』ダイヤモンド社．1979年
- 『生活起点発想とマーケティング革新』国元書房．1991年
- 『ワインは時を語る－アート、ビジネス、思想をめぐる6つの対話』丸善．2000年
- 『アスクル―顧客と共に進化する企業』PHP研究所．2001年
- 『ソーシャル・マネジメントの時代』第一法規．2005年
- 『経営の美学』日本経済新聞出版社．2007年
- 『街のコンシェルジェ：地域の住民が喜び，商店街が潤い，NPOが満足する』（監修）東峰書房．(2007)
- 『創発するマーケティング』日経BP．2008年

### 翻訳書
- W.E.ムーア原著『産業化の社会的影響』慶應通信．1970年
- M.ハナン原著『ライフスタイル戦略』ダイヤモンド社．1979年
- ベネット＆カサージアン原著『消費者行動』ダイヤモンド社．1979年
- P.コトラー原著『ソーシャル・マーケティング』ダイヤモンド社．1995年
- D.ペパーズ原著『ONE to ONEマーケティング』ダイヤモンド社．1995年
- D.ペパーズ原著『ONE to ONE企業戦略』ダイヤモンド社．1997年
- D.ペパーズ原著『ONE to ONEマネジャー』ダイヤモンド社．2000年
- N.J.ミッチェル原著『社会にやさしい企業』同友館．(2003)
- P.コトラー原著『非営利組織のマーケティング戦略』第一法規．2005年
- P.コトラー原著『ミュージアム・マーケティング』第一法規．2006年
- 他論文多数